# 한외현미경
한외현미경(限外顯微鏡)은 빛의 반사나 흡수가 아닌 빛의 산란을 통해 작은 입자를 볼 수 있도록 물체에 빛을 비추는 시스템을 갖춘 현미경을 말한다.
물체를 조명할 때 대물 렌즈의 개구수보다 작은 중심부의 빛을 모두 차단하고 주변부의 빛으로만 물체를 조명하면 물체 속의 미립자는 빛을 회절하여 밤하늘의 별처럼 암흑의 시야 속에 빛나 보인다. 이 방법을 사용하면 보통 현미경으로는 보이지 않는 미소한 것(0.2-0.004μm)의 존재를 인식할 수 있다. 이런 현미경을 한외 현미경이라 하며, 그 조명법을 암시야 조명법이라고 한다. 가장 간단한 암시야 조명법은 보통 집광기 렌즈 윗면에 렌즈보다 약간 작은 검은 종이를 붙이기만 하면 된다. 또 보통 현미경에는 중심 차단판이라는 것이 붙어 있는데, 이것을 집광기 렌즈 밑에 삽입하면 된다. 한외 현미경은 미소한 입자의 존재는 알 수 있어도 그 형태를 정확히 볼 수는 없다.
이상 소개한 현미경 외에도 예를 들어 가시광선을 광원으로 하는 편광 현미경, 비가시광선을 광원으로 하는 자외선 현미경과 적외선 현미경 등이 있다.
1902년, 리하르트 아돌프 지그몬디와 Henry Siedentopf에 의해 개발되었다.